# 朝日町 (江差町)
朝日町（あさひちょう）は北海道檜山郡江差町（檜山振興局）の字。郵便番号は043-0013。人口は74人、世帯数は34世帯。
かつては檜山郡小黒部村・檜山郡泊村・檜山郡江差町大字小黒部村に属していた。

## 地理
旧泊村である江差町の北部、厚沢部川流域平野の北端に位置する。南半分は平野、北半分は丘陵となっている。
平野と丘陵部の境目付近を北海道道460号乙部厚沢部線・安野呂幹線排水が通る。また、朝日町の中央で町道が分岐し、同町小黒部町へ至る。
集落は道道および町道北側の丘陵地帯山際に形成され、専業農家が中心である。また、北東部は畑地が開け、田畑兼業の経営者が多いとされている。
古くは大谷地と呼ばれ、二級町村制施行前までは小黒部村に属していた。

## 歴史

### 沿革
- 1984年（昭和59年）- 大字小黒部村から分立して誕生[5]。
- 2002年（平成14年）- 江差町立朝日中学校が閉校し、日明中学校・水堀中学校とともに江差北中学校となる[6]。
- 2007年（平成19年）
  - 3月31日- 江差町立朝日小学校が閉校し、日明小学校・水堀小学校とともに江差北小学校となる[7][6]。
  - 4月1日 - 旧江差町立朝日小学校の体育館を朝日町民体育館として利用開始する[7]。
- 2009年（平成21年）10月1日 - 町内を通っていた函館バス鰔川・旭岱線が廃止される。

## 小・中学校の学区
小・中学校の学区は以下の通りとなる。なお、2002年までは江差町立朝日中学校が、2007年までは江差町立朝日小学校が存在したが、それぞれ閉校している。
| 町丁 | 字・番地 | 小学校       | 中学校       |
| ---- | -------- | ------------ | ------------ |
| 吹上 | 全域     | 江差北小学校 | 江差北中学校 |

## 施設

### 公共
- 江差町朝日町民体育館（朝日町96番地）

### 寺社
- 大谷地速玉稲荷神社

## 交通

### 鉄道
- 鉄道駅はない。JR北海道江差線の廃止前までの最寄り駅は江差駅。

### バス
- ぬくもり保養センター無料送迎バス
  - 朝日学校前（北部地区 ぬくもり保養センター行）[9]
- 朝日町を通る一般バス路線はない。最寄りのバス停は函館バス642・643・651・652・653・661系統の朝日中通停留所。
  - かつては江差ターミナルから旭岱までを結ぶ函館バス鰔川・旭岱線が通っていたものの、2009年10月1日に廃止された。

### 道路

#### 一般道道
- 北海道道460号乙部厚沢部線